# Муштин Людмила Володимирівна
Людмила Володимирівна Муштин (нар. 19 грудня 1956, село Гелетинці, тепер Хмельницького району Хмельницької області) — українська радянська діячка, агроном-овочівник колгоспу імені Горького Хмельницького району Хмельницької області. Депутат Верховної Ради УРСР 11-го скликання.

## Біографія
Освіта середня спеціальна.
З 1975 року — агроном-хімізатор, економіст, з 1979 року — агроном-овочівник колгоспу імені Горького села Пашківці Хмельницького району Хмельницької області.
Потім — на пенсії в селі Пашківці Хмельницького району Хмельницької області.

## Нагороди
- ордени
- медалі